# Jackson Koech
Jackson Koech (26 december 1978) is een Keniaanse langeafstandsloper, die is gespecialiseerd in de marathon.

## Loopbaan
In 2000 won Koech de Bredase Singelloop in 1:02.11 en de Trosloop in 1:02.07. Hij maakte in 2005 zijn marathondebuut door als tweede te finishen op de Rotterdam Marathon. Hij werd datzelfde jaar derde op de marathon van Berlijn. In 2005 werd hij tweede op de Dam tot Damloop in een tijd van 45.58.
Zijn oudere broer Benson Koech is ook een prominent hardloper.

## Persoonlijke records
Baan
| Onderdeel | Prestatie | Datum            | Plaats   |
| --------- | --------- | ---------------- | -------- |
| 3000 m    | 7.47,89   | 10 november 2001 | Xalapa   |
| 5000 m    | 13.26,17  | 25 mei 2001      | Victoria |

Weg
| Onderdeel      | Prestatie | Datum             | Plaats              |
| -------------- | --------- | ----------------- | ------------------- |
| 10 km          | 27.52     | 4 juli 2002       | Atlanta             |
| 15 km          | 43.27     | 4 oktober 2003    | Vilamoura           |
| 20 km          | 58.35     | 6 maart 2005      | Alphen aan den Rijn |
| halve marathon | 1:01.28   | 4 oktober 2003    | Vilamoura           |
| 25 km          | 1:15.12   | 19 oktober 2008   | Amsterdam           |
| 30 km          | 1:29.35   | 26 september 2004 | Berlijn             |
| marathon       | 2:08.02   | 10 april 2005     | Rotterdam           |

## Palmares

### 3000 m
- 2001:  Xalapa - 7.47,89
- 2004:  Banamex Grand Prix in Mexico City - 8.09,04

### 5000 m
- 2001:  Victoria International - 13.26,17

### 10 km
- 2001:  Vancouver Sun Run - 28.10
- 2001:  Times-Colonist Garden City in Victoria - 29.27
- 2002:  Peachtree Road Race in Atlanta - 27.52

### 15 km
- 2000: 5e Zevenheuvelenloop - 43.30

### 10 Eng. mijl
- 2002:  Dam tot Damloop - 45.58
- 2006: 5e Tilburg Ten Miles - 48.32
- 2007: 7e Dam tot Damloop - 48.11

### 20 km
- 2005:  20 van Alphen - 58.35

### halve marathon
- 2000:  halve marathon van Pietramurata - 1:02.46
- 2000:  Trosloop - 1:02.07.
- 2000:  Bredase Singelloop - 1:02.11
- 2001:  halve marathon van Monterrey - 1:01.55
- 2001:  halve marathon van Coban - 1:04.49
- 2001:  halve marathon van Saltillo - 1:02.44
- 2001:  halve marathon van Guadalajara - 1:01.15
- 2001:  halve marathon van Tequila - 1:04.27
- 2002:  halve marathon van Monterrey - 1:02.13
- 2002:  halve marathon van Saltillo - 1:01.34
- 2002:  halve marathon van Guadalajara - 1:01.41
- 2003:  halve marathon van Monterrey - 1:01.29
- 2003:  halve marathon van Saltillo - 1:01.39
- 2003:  Great North Run - 1:00.05
- 2003: 8e WK in Vilamoura - 1:01.28
- 2004:  halve marathon van Monterrey - 1:03.24
- 2004:  halve marathon van Saltillo - 1:02.49
- 2005: 4e halve marathon van Lille - 1:01.54
- 2009: 5e Great North Run - 1:01.12

### marathon
- 2005:  marathon van Rotterdam - 2:08.01,2
- 2005:  marathon van Berlijn - 2:09.07
- 2006: 5e marathon van Rotterdam - 2:09.15
- 2006: 8e marathon van Berlijn - 2:17.42
- 2007: 7e marathon van Hamburg - 2:10.28
- 2008:  marathon van Tiberias - 2:10.57
- 2008: 14e marathon van Hamburg - 2:12.41
- 2008: 5e marathon van Amsterdam - 2:09.42
- 2009: 11e marathon van Daegu - 2:12.51
- 2009: 4e marathon van Chuncheon - 2:10.35

### veldlopen
- 2000: 4e Warandeloop - 30.06

### overige afstanden
- 2000:  4 Mijl van Groningen - 18.30